# Orthostichopsis sublivens
Orthostichopsis sublivens là một loài Rêu trong họ Pterobryaceae. Loài này được (Besch.) Broth. miêu tả khoa học đầu tiên năm 1906.